# Берег (Волховський район)
Берег (рос. Берег) — присілок у Волховському районі Ленінградської області Російської Федерації.
Населення становить 83 особи. Належить до муніципального утворення Паське сільське поселення.

## Історія
Згідно із законом № 56-оз від 6 вересня 2004 року належить до муніципального утворення Паське сільське поселення.

## Населення
| 2007 | 2010 | 2012 | 2017 |
| ---- | ---- | ---- | ---- |
| 76   | ↘66  | ↗85  | ↘83  |